# Leningrad (formație)
Leningrad este una dintre cele mai controversate trupe din spațiul post-sovietic. Are în componență un număr de 16 membri. Trupa este consideră ca fiind drept una scandaloasă, din cauza limbajului obscen și a cuvintelor necenzurate utilizate în cadrul concertelor susținute de aceștia. Concertele trupei au fost interzise de mai multe ori la Moscova.